# Arrhenatherum
Arrhenatherum P.Beauv. é um género botânico pertencente à família Poaceae, subfamília Pooideae, tribo Aveneae.
Suas espécies ocorrem na Europa, África, Ásia, Australásia, Pacífico, América do Norte e América do Sul.

## Sinônimos
- Pseudarrhenatherum Rouy
- Thorea Rouy (SUH)
- Thoreochloa Holub (SUS)

## Espécies e variedades
- Arrhenatherum album (Vahl) W. D. Clayton
- Arrhenatherum elatius (L.) Beauv. ex L. et C. Presl
- Arrhenatherum elatius var. bulbosum
- Arrhenatherum elatius var. elatius
- Arrhenatherum kotschyii
- Arrhenatherum longifolium
- Arrhennatherum palaestinum